# ちょこっと京都に住んでみた。
『ちょこっと京都に住んでみた。』（ちょこっときょうとにすんでみた、フランス語: J'ai essayé de vivre un peu à Kyoto）は、テレビ大阪製作により「年末スペシャルドラマ（以下、年末SP）」としてテレビ東京列6局ネットで2019年12月29日の11時25分から12時50分に放送されたテレビドラマ。主演は木村文乃。
「観光地に一切行かない京都案内」と「住んでいる人しか知らない京都」をコンセプトに、東京でデザイナーを目指し挫折した女性が京都の町家に住む大叔父のもとで過ごす5日間を通じて次第に心がほぐれていくさまを、ドキュメンタリー×ドラマの手法で描く。
第57回ギャラクシー賞テレビ部門奨励賞を受賞し、2020年7月25日の14時5分から15時30分に再放送された。
2022年7月7日（6日深夜）から8月11日（10日深夜）までテレビ大阪開局40周年記念ドラマ（以下、連続ドラマ）として、テレビ大阪で木曜（水曜深夜）0時 - 0時30分（JST）、テレビ東京で木曜（水曜深夜）2時35分 - 3時5分（JST）に続編（全6回）が放送された。

## あらすじ

### 年末SP
仕事を辞めて実家に戻り暇にしていた江東佳奈は、母から怪我をしたという大叔父・大賀茂の身の回りの世話をするよう頼まれて東京から京都へとやってくる。大叔父の怪我は大したことはなかったが、せっかくだからと佳奈はしばらく京都に滞在することにする。
長く京都に暮らしさまざまなこだわりを持つ大叔父からお使いを頼まれた佳奈は、渡された手描きの地図を頼りに自転車に乗って大叔父こだわりの店々を連日訪ねる。さらに、自分の好きなものは自分で探すようにという大叔父の言葉に、美味しい和菓子屋や隠れた絶景を求め勘を頼りに京都の街を気ままに巡る。訪れた先々で出会う人々との穏やかな会話、住むことで初めて目に触れる若い女子には目新しい奥深い京都の生活文化、ゆったりと静かに流れる時間。
好きなデザイナーの職を辞め人生に失敗したと言う佳奈に、大叔父は人生はもっとシンプルに、何でもやって好きなこと1つずつ増やしていけばいいと語る。5日間の滞在を通じて次第に佳奈の心はほぐれていき、「ちょっと大人になった」と東京へと戻っていく。

### 連続ドラマ
東京でデザイン事務所に再就職した佳奈は、長期出張で大阪支社に通うことになり、京都の大叔父・茂の家にひと月の間滞在することに。
佳奈は大叔父を慕うバイク店店主の小山一紫やグラフィックデザイナーの吉田宗忠を紹介され、彼らに連れ出され、二人が勧める山や河原でのピクニック、レトロな喫茶店での朝食などを体験し、自身も自転車で京都の街に繰り出すなど、京都を満喫する。
そんな中、佳奈はかつての同僚で、現在大阪に住む親友の三島結から近々結婚すると報告を受ける。大阪の街で結と再会することになった佳奈は、茂の後押しもあり彼女の結婚を嬉しいと思うだけでなく、なぜか寂しいと感じ、素直に祝福できない気持ちを正直に伝えると、結も以前同様の気持ちとなったことがあると告げられ、少し気持ちが楽になる。
佳奈は茂に、結婚する親友に寂しいという思いを素直に伝えることができたことを感謝すると、茂もその言葉に触発され、誤解から友情が壊れてしまった仕事仲間の藤沢と再会し、今でも親友と思っている気持ちを素直に伝え、彼との友情を回復する。
佳奈は結の挙式の帰りに、茂は藤沢の葬儀の帰りにすき焼き店で合流する。佳奈は以前賑やかなパーティーでふと感じた「淋しさ」の正体を知りたいと思っていたことから茂に「一人で淋しくないか」と問うと、彼は「ただ、一緒に寄り添うんや。上手に付き合うだけや」と答える。佳奈は茂の言葉に「淋しい」という気持ちが否定的な感情ではないと感じ取る。そして佳奈は茂の家を間もなく引き上げる。

## 登場人物

### 主要人物
江東佳奈〈27〉
演 - 木村文乃
東京でデザイナーをしていたが挫折したことにより寮から実家に戻る。大叔父・茂が怪我をしたとの知らせに京都へとやって来る。（年末SP）
2年後には東京の別のデザイン事務所に再就職しており、長期出張で大阪支社へ通うため京都の茂の家へひと月の間滞在する。（連続ドラマ）
大賀茂〈70〉
演 - 近藤正臣
佳奈にとっての母方の大叔父。京都にやって来た佳奈に色々と頼みごとをする。
グラフィックデザイナーで、かつてパリで生活していた。
小山一紫
演 - 古舘寛治（連続ドラマ）
中古バイクショップ経営者。大阪出身。
学生時代にヨーロッパをバイク旅行した際、当時パリ在住だった茂と出会い、彼とはそれ以来の付き合い。茂には彼の愛車である赤いキャトルの整備を頼まれることもある。
吉田宗忠
演 - 玉置玲央（連続ドラマ）
グラフィックデザイナー。静岡出身。京都の大学に入学して以降、京都在住。
先輩グラフィックデザイナーの茂を慕い、70年代のデザインについて教えてもらうため交流を持つようなった。小山とは茂を介して知り合いになっている。
買い付けた払い下げのロンドンバスのロールサインを材料に、自身がデザインしたカバンを京都の職人に縫合してもらい販売している。
三島結
演 - 徳永えり（連続ドラマ）
佳奈の親友。元同僚。近々、大阪で結婚する予定。
「おめでとう」という気持ちと共に、「寂しい」という正直な気持ちを佳奈から伝えられ、自身も佳奈の様に親しい友人の結婚に、同様な気持ちを感じたことがあったと佳奈に伝える。
藤沢
演 - 桜木健一（連続ドラマ）
茂の仕事仲間。誤解から茂との友情が壊れ、没交渉となっていたが、佳奈が結に伝えたい気持ちを伝えたことに触発された茂が歩み寄り、友情を回復する。しかし程なくして亡くなってしまう。

## 佳奈が訪れた店
| 年末SP         | 年末SP                          | 年末SP                                            |
| 放送日         | 店名/スポット                   | 住所                                              |
| -------------- | ------------------------------- | ------------------------------------------------- |
| 2019年12月29日 | 鎌田川魚店                      | 京都市上京区東町七本松西入東町45-1                |
| 2019年12月29日 | とようけ屋山本                  | 京都市上京区七本松一条上ル滝ヶ鼻町429-5           |
| 2019年12月29日 | 七味唐辛子 長文屋               | 京都市北区北野下白梅町54-8                        |
| 2019年12月29日 | 梨木神社                        | 京都市上京区寺町通広小路上ル                      |
| 2019年12月29日 | 麩嘉本店                        | 京都市上京区西洞院堪木町上ル東裏辻町413           |
| 2019年12月29日 | WEEKENDERS COFFEE               | 京都市富小路六角下ル西側骨屋之町560               |
| 2019年12月29日 | グリル生研会館                  | 京都市左京区下鴨森本町15 生産開発科学研究所ビル1F |
| 2019年12月29日 | 画餅洞                          | 京都市上京区今出川通り六軒町西入 西上善寺町190-16 |
| 2019年12月29日 | 町家古本はんのき                | 京都市上京区鳳瑞町225                             |
| 2019年12月29日 | 大黒屋鎌餅本舗                  | 京都市上京区阿弥陀寺前町25〈出町桝形商店街の北〉  |
| 2019年12月29日 | 株式会社𠮷廼家                  | 京都市北区小山東大野町54                          |
| 2019年12月29日 | カフェ ビブリオティック ハロー! | 京都市中京区二条通柳馬場東入ル晴明町650           |
| 2019年12月29日 | 天ぷら・鯖寿司 天忠             | 京都市左京区田中上玄京町52-2                      |
| 2019年12月29日 | STOCK ROOM                      | 京都市上京区西三本木通荒神口下ル上生洲町229-1 1F  |
| 2019年12月29日 | 西本酒店                        | 京都市中京区姉小路西洞院西入ル宮木町480           |

| 第1話  | 2022年07月07日 | 中村製餡所                                | 京都市上京区一条通御前西入大東町88                 |
| 第1話  | 2022年07月07日 | 加藤みそ                                  | 京都市上京区蛭子町400                              |
| 第1話  | 2022年07月07日 | まるまん内藤豆腐店                        | 京都市下京区万寿寺町新町西入材木128                |
| 第1話  | 2022年07月07日 | ANTIQUE belle                             | 京都市中京区姉小路通御幸町東入丸屋町334            |
| 第2話  | 7月14日        | COFFEE ユニオン                           | 京都市中京区室町通二条下る蛸薬師町283              |
| 第2話  | 7月14日        | 桔梗利 内藤商店                           | 京都市中京区中島町112                              |
| 第3話  | 7月21日        | 辻󠄀和金網                                  | 京都市中京区堺町通夷川下る亀屋町175                |
| 第3話  | 7月21日        | かみ添                                    | 京都市北区紫野東藤ノ森町11-1                       |
| 第3話  | 7月21日        | 今西軒                                    | 京都市下京区横諏訪町312                            |
| 第3話  | 7月21日        | やっこ                                    | 京都市中京区冷泉町76                               |
| 第4話  | 7月28日        | 夜長堂                                    | 大阪市北区天満3-4-5                                |
| 第4話  | 7月28日        | 西天満竹井                                | 大阪市北区西天満1-13-4                             |
| 第4話  | 7月28日        | 御舟かもめ                                | ー                                                 |
| 第5話  | 8月04日        | 岡田梅寿堂                                | 京都市上京区千本今出川西北角                       |
| 第5話  | 8月04日        | 花政                                      | 京都市中京区河原町三条上がる東入 恵比須町443       |
| 第5話  | 8月04日        | ホホホ座 浄土寺店                         | 京都市左京区浄土寺馬場町71                         |
| 第5話  | 8月04日        | こっとう画餅洞                            | 京都市上京区今出川通り六軒町西入 西上善寺町 190-16 |
| 第5話  | 8月04日        | のと正                                    | 京都市東山区弓矢町31                               |
| 最終話 | 8月11日        | すき焼キムラ                              | 京都市中京区寺町四条上る大文字町300                |
| 最終話 | 8月11日        | WIFE&HUSBAND                              | 京都市北区小山下内河原町106-6                      |
| 最終話 | 8月11日        | 日日 gallery nichinichi 冬夏 tearoom toka | 京都市上京区信富町298                              |
| 最終話 | 8月11日        | 錦湯（※閉店）                             | ー                                                 |

## スタッフ
特記なき場合、年末SP、連続ドラマ共通。
- 企画・原案 - 清水啓太郎（連続ドラマ）
- 監督 - 吉見拓真
- 脚本 - 横幕智裕[7]
- 音楽 - ベンジャミン・ベドゥサック[8]
- 主題歌 - miwa「あたりまえに」(Sony Records)（連続ドラマ）[4]
- 挿入歌 - 阿児万寿美「Les couleurs de l'autome」「Prends-moi la main」（年末SP）
- 技術協力 - IMAGICA Lab.、ビデオサービス
- チーフプロデューサー - 金岡英司（テレビ大阪）（年末SP）
- プロデューサー - 岡本宏毅（テレビ大阪）[9]、清水啓太郎（松竹撮影所）、東島真一郎（松竹撮影所）
- コンテンツプロデューサー - 金森　啓（テレビ大阪）
- 制作プロダクション - 松竹撮影所
- 製作著作 - テレビ大阪

## ネット局
| 放送期間       | 放送時間           | 放送局         | 対象地域       | 備考   |
| -------------- | ------------------ | -------------- | -------------- | ------ |
| 2019年12月29日 | 日曜 11:25 - 12:50 | テレビ大阪     | 大阪府         | 製作局 |
|                |                    | テレビ北海道   | 北海道         |        |
|                |                    | テレビ東京     | 関東広域圏     |        |
|                |                    | テレビ愛知     | 愛知県         |        |
|                |                    | テレビせとうち | 岡山県・香川県 |        |
|                |                    | TVQ九州放送    | 福岡県         |        |

| 放送期間                  | 放送時間                     | 放送局         | 対象地域       | 備考   |
| ------------------------- | ---------------------------- | -------------- | -------------- | ------ |
| 2022年7月7日 - 8月11日    | 木曜 0:00 - 0:30（水曜深夜） | テレビ大阪     | 大阪府         | 製作局 |
|                           | 木曜 2:35 - 3:05（水曜深夜） | テレビ東京     | 関東広域圏     |        |
| 2022年9月10日 - 10月15日  | 土曜 1:55 - 2:25（金曜深夜） | IBC岩手放送    | 岩手県         |        |
| 2022年10月4日 - 11月8日   | 火曜 0:30 - 1:00（月曜深夜） | テレビ北海道   | 北海道         |        |
| 2022年11月18日 - 12月23日 | 金曜 1:15 - 1:45（木曜深夜） | テレビせとうち | 岡山県・香川県 |        |
| 2023年1月5日 - 2月8日     | 木曜 1:00 - 1:30（水曜深夜） | テレビ愛知     | 愛知県         |        |

## 受賞歴
- 第57回（2019年度）ギャラクシー賞 テレビ部門 奨励賞
- 第8回 ATP上方番組大賞 グランプリ